# Jamal Jebrane
 (décembre 2017).
Si vous disposez d'ouvrages ou d'articles de référence ou si vous connaissez des sites web de qualité traitant du thème abordé ici, merci de compléter l'article en donnant les références utiles à sa vérifiabilité et en les liant à la section « Notes et références ».
Jamal Jebrane né le 20 août 1957 à Kénitra au Maroc, est un footballeur international marocain qui évoluait au poste d'attaquant.

## Biographie

### En club
Jamal Jebrane intègre la catégorie minimes au sein du KAC de Kénitra, avant de rejoindre l’équipe A en 1976, sous la houlette de Mohamed Laâmari.
Il est sacré champion du Maroc avec le KAC de Kénitra en 1981 et 1982. 
Il atteint également avec cette équipe la demi-finale de la Coupe du Trône en 1986.

### En équipe nationale
Le parcours international de Jamal Jebrane débute en équipe nationale A, en 1979. Il participe avec les lions de l'Atlas à la CAN 1980, qui voit l'équipe du Maroc finir sur la troisième marche du podium .
Jamal Jebrane participe également à la CAN 1986, avec l'équipe du Maroc qui se classe quatrième lors de cette compétition.
Il dispute six matchs rentrant dans le cadre des éliminatoires du mondial 1982.

## Sélections en équipe nationale
1. 24/06/1979 Maroc - Togo à Mohammedia 7 - 0 Elim. CAN 1980…………..3 Buts
2. 23/09/1979 Egypte - Maroc à Zadar 0 - 0  Jeux Méd 1979
3. 17/02/1980 : Marrakech : Maroc vs Pologne 1 - 0 Amical…………………..1 But
4. 25/02/1980 Maroc - Sénégal à Meknès 3 - 2 Amical
5. 27/02/1980 Maroc - Tunisie à Meknès 0 - 0 Amical
6. 09/03/1980 Ibadan : Guinée vs Maroc 1 - 1 CAN 1980
7. 13/03/1980 Ibadan : Algérie vs Maroc 1 - 0 CAN 1980
8. 16/03/1980 Ibadan : Ghana vs Maroc 0 - 1 CAN 1980
9. 19/03/1980 Lagos : Nigeria vs Maroc  1 - 0 Demi-finale CAN 1980
10. 21/03/1980 Lagos : Egypte vs Maroc 0 - 2 Classement CAN 1980
11. 08/06/1980 Tunis : Tunisie vs Maroc 0 - 1 Amical
12. 22/06/1980 Dakar : Sénégal vs Maroc 0 - 1 Elim. CM 1982
13. 06/07/1980 Casablanca : Maroc vs Sénégal 0 - 0 Elim. CM 1982
14. 16/11/1980 Maroc – Zambie à Fès 2 - 0 Elim. CM 1982
15. 30/11/1980 Zambie vs Maroc à Lusaka 2 - 0 (4-5 TAB) Elim. CM 1982
16. 15/02/1981 Fès : Maroc vs Syrie 3 - 0 Amical………………………………..1 But
17. 08/03/1981 Maroc - Irak à Fés 1 - 1 Amical
18. 22/03/1981 Maroc - Liberia à Fès 3 - 1  Elim. CAN 1982
19. 04/04/1981 Monrovia : Liberia vs Maroc 0 - 5 Elim. CAN 1982
20. 26/04/1981 Maroc - Egypte à Casablanca 1 - 0 Elim. CM 1982
21. 08/05/1981 Le Caire : Egypte vs Maroc 0 - 0 Elim. CM 1982
22. 16/08/1981 Maroc vs Zambie à Fès  2 - 1 Elim. CAN 1982
23. 27/09/1981 Maroc - Tunisie à Kénitra 2 - 2 Amical
24. 15/11/1981 Maroc vs Cameroun à Kénitra 0 - 2 Elim. CM 1982
25. 19/02/1986 Rabat : Maroc vs Bulgarie 0 - 0 Amical
26. 20/03/1986 Le Caire : Côte d'Ivoire - Maroc 3 - 2 Classement CAN 1986

## Les matchs olympiques
1. 29/04/1979 : Dakar Sénégal v Maroc 1 - 0 (5 - 6 p) Elim. JO 1980
2. 25/09/1979 : Zadar Yougoslavie v Maroc 2 - 1 J.M 1979
3. 09/12/1979 : Casablanca Maroc v Algérie 1 - 5 Elim. JO 1980
4. 29/01/1986 : Malaga Espagne "B" v Maroc 3 - 0 Amical

## Palmarès
- Troisième de la Coupe d'Afrique des nations 1980 avec l'équipe du Maroc
- Champion du Maroc en 1981 et 1982 avec le KAC de Kénitra
- Vice-champion du Maroc en 1985 avec le KAC de Kénitra
- Deuxième de la Coupe des clubs champions arabes en 1984 avec le KAC de Kénitra